# Festival pop di Villa Pamphili
Il Festival pop di Villa Pamphili fu un festival di musica pop che si svolse nella villa Pamphili di Roma per due edizioni, all'inizio degli anni settanta.

## Edizioni

### 1972
Il Festival si svolse nel parco romano tra il 25 e il 27 maggio. Gli spettatori furono almeno centomila (fonte Fabrizio Zampa de Il Messaggero). Non mancarono alcune polemiche soprattutto da parte dell'Osservatore Romano (che definì il pubblico «agglomerato di ambigue carovane di ragazzi e ragazze») e di diversi cittadini esasperati dal traffico e dal rumore. Questi i partecipanti italiani: Banco del Mutuo Soccorso, The Trip, Toad, Osanna, Garybaldi, Quella Vecchia Locanda, Fholks, Il Punto, Blue Morning, Aum Kaivalya, Richard Benson, Raccomandata Ricevuta di Ritorno, Strana Famiglia,Cammello Buck, Osage Tribe, Procession e la rivelazione dei Semiramis. Ospiti stranieri: Van Der Graaf Generator, Hawkwind, Hookfoot.

### 1974
All'edizione del festival del 1974 parteciparono: Il Volo, Perigeo, Alberomotore, Biglietto per l'Inferno, Stradaperta, Quella Vecchia Locanda, Kaleidon, Richard Benson, Joule ed i Bauhaus, vincitori del premio. Ospiti stranieri: Amazing Blondel, Soft Machine e Stomu Yamashta.